# Sten Dahlgren
Sten Artur Dahlgren, född 14 december 1918 i Risinge, död 18 april 1978 i Boo församling, Nacka kommun, var en svensk filmfotograf och kortfilmsregissör.
Dahlgren arbetade som fotograf vid Svensk Filmindustri, Europafilm, Sandrews och Kinocentralen.
Han är begravd på Skogskyrkogården i Stockholm.

## Regi (urval)
- 1952 – Arne Domnérus spelar
- 1952 – Önskedrömmen
- 1955 – Nattens lekar
- 1959 – Fritid

## Filmfoto i urval
- 1940 – Beredskapspojkar
- 1942 – Lyckan kommer
- 1943 – En fånge har rymt
- 1943 – Livet måste levas
- 1944 – Den heliga lögnen
- 1944 – Vändkorset
- 1945 – Lidelse
- 1945 – Sussie
- 1945 – I som här inträden
- 1946 – Midvinterblot
- 1946 – Peggy på vift
- 1946 – Rötägg
- 1947 – Nattvaktens hustru
- 1947 – Brott i sol
- 1948 – Dit vindarna bär
- 1949 – Gatan
- 1949 – Vi flyger på Rio
- 1950 – Två trappor över gården